# Có hẹn với thanh xuân
"Có hẹn với thanh xuân" là một bài hát của nhóm nhạc MONSTAR, nằm trong album Over the Moon phát hành năm 2021. Ca khúc do Grey D và Nicky sáng tác, thuộc thể loại nhạc pop. Thời điểm ra mắt, ca khúc đã có được sự đón nhận tích cực từ người nghe và thắng giải "Top 10 ca khúc được yêu thích" tại Giải thưởng Làn Sóng Xanh 2021. Video âm nhạc bài hát cũng là MV cuối cùng của nhóm nhạc trước khi tan rã.

## Sản xuất
Ca khúc được sáng tác bởi hai thành viên trong nhóm lần lượt là Grey D và Nicky, thuộc thể loại nhạc pop. Các ca sĩ thể hiện bài hát là năm thành viên nhóm nhạc. "Có hẹn với thanh xuân" đánh dấu sự trở lại của nhóm sau hai năm không hoạt động vì thành viên Grey D phải đi nghĩa vụ quân sự. Nội dung ca khúc kể lại trải nghiệm của tác giả (chàng trai) trong những năm tháng tuổi trẻ và lời nhắn đến cô gái từng là mối tình đầu, với thông điệp chủ yếu về sự chia tay. Điểm đặc biệt của ca khúc nằm ở bản hòa âm của bài hát, được phát trên nền vòng hòa âm thuận chiều nhưng có một vài điểm nhấn trong cách sử dụng hợp âm khác biệt. Bài hát mang màu sắc giọng trưởng với những tiết tấu mang tính tự sự, nhẹ nhàng.

### Video âm nhạc
Quá trình ghi hình video âm nhạc của bài hát diễn ra tại Đà Lạt với bối cảnh chính là núi đồi, rừng thông, hàng quán... Năm thành viên của nhóm xuất hiện trong MV như là những chàng trai có tính cách khác nhau khắc họa nên "mỗi lát cắt của tình yêu". Hot girl Klaudia, đồng thời là quản lý fanclub của nhóm nhạc có tên MOONIE, cũng góp mặt vào MV này với vai trò nữ chính.
Xuyên suốt thời lượng video, chỉ có hai khung cảnh có sự góp mặt đầy đủ của năm thành viên, trong khi những cảnh còn lại là để dành cho buổi "hẹn hò" của từng thành viên trong nhóm với nữ chính MV.

## Phát hành
Bài hát được phát hành lần đầu trên các nền tảng âm nhạc trực tuyến vào ngày 18 tháng 7 năm 2021. MV của bài hát cũng công chiếu cùng ngày; trước đó, bản teaser MV của ca khúc đã được đăng tải trên kênh YouTube của ST.319 Entertainment, công ty quản lý nhóm nhạc, trong ngày 16 tháng 7. "Có hẹn với thanh xuân" là "phát súng mở đầu" cho album phòng thu đầu tay của nhóm sau 5 năm hoạt động Over The Moon. Tuy nhiên, chỉ một ngày sau khi bài hát phát hành, phía công ty chủ quản ST.319 Entertainment đã thông báo nhóm sẽ chính thức tan rã sau khi phát hành xong album vào ngày 30 tháng 7 cùng năm. Do đó, MV bài hát cũng được coi là MV cuối cùng của nhóm nhạc trước khi tan rã.
Ca khúc nằm ở album Over The Moon của nhóm, phát hành trên định dạng kỹ thuật số từ ngày 30 tháng 7 đến 13 tháng 8 năm 2021. Bài hát được phát ở số thứ tự 7. Trước đó, các thành viên nhóm đã có một buổi trình diễn trực tiếp bài hát qua live stream tại Yeah1 HomeFest.

## Tiếp nhận
Tại thời điểm phát hành, bài hát đã có được sự đón nhận tích cực từ người nghe. Trước khi ra mắt, ca khúc xếp thứ nhất bảng xếp hạng Pre-order phiên bản audio của Apple Music. Bài hát đã nhanh chóng đạt top 1 các ca khúc được nghe nhiều nhất trên iTunes Việt Nam và xếp thứ 10 bảng xếp hạng Apple Music ngay sau khi phát hành. "Có hẹn với thanh xuân" còn lọt vào top 10 bảng xếp hạng âm nhạc của trang web nhac.vn tuần 30 năm 2021 sau tám ngày ra mắt. Hậu thông báo tan rã của nhóm nhạc, bài hát đã nhanh chóng đứng đầu bảng xếp hạng Zing Chart real-time chỉ trong ngày 20 tháng 7 năm 2021. Bài hát sau đó nhận được hai đề cử tại Giải thưởng Làn Sóng Xanh 2021 và thắng giải tại hạng mục "Top 10 ca khúc được yêu thích".
Video âm nhạc của bài hát từng lọt vào top Thịnh hành trên YouTube Việt Nam ở vị trí thứ 18. Tính đến ngày 2 tháng 8 năm 2021, MV có tổng số lượt xem là 2,8 triệu lượt. Một số cảnh trong MV bài hát làm người xem liên tưởng đến các phân cảnh của bộ phim Đêm kinh hoàng và Những kẻ khờ mộng mơ.

### Đánh giá chuyên môn
Viết cho báo Thể thao & Văn hóa, nhạc sĩ Nguyễn Quang Long đã cho điểm ca khúc 7,8 trên 10, trong đó đánh giá cao bài hát như là một sản phẩm âm nhạc "có thông điệp và có sự đầu tư" dù không cần ồn ào hay "cú phi nước đại" vào bảng xếp hạng âm nhạc có tiếng, đồng thời cũng nhấn mạnh điểm ấn tượng nhất của ca khúc chính là tinh thần mà nó đem lại cho người nghe, được cấu thành từ nhiều yếu tố khác nhau trong một bài hát. Tác giả gọi nhóm là "đa năng" khi có thể tự sáng tác thể hiện ca khúc và phần MV của bài hát có "cấu tứ và câu hình phù hợp" khi thể hiện được "sự đa màu sắc, [...] sự đa dạng của cung bậc tình yêu của những chàng trai trẻ với tình đầu". Bài viết cũng đề cập đến sự kiện nhóm nhạc chính thức tuyên bố tan rã chỉ một ngày sau khi phát hành MV rằng bài hát như là một lời nhắn gửi của MONSTAR đến người hâm mộ về những ngày nhóm hoạt động.
Tạp chí Hoa Học Trò đã nhận xét MV của bài hát mang đến "những thước phim trong trẻo, đậm màu tuổi trẻ" với một giai điệu "nhẹ nhàng, dịu êm", "chứa đựng mạch cảm xúc ngọt ngào, lãng mạn; đan xen với sự sôi động và nồng nhiệt của tuổi trẻ" và là "lời tạm biệt nhẹ nhàng mà trọn vẹn đến những gì mỗi người trải qua khi còn trẻ". Người viết còn nhận định sản phẩm âm nhạc này là một sự khác biệt so với những bài hát trước của nhóm "có tiết tấu hiện đại, sôi động". Tạp chí Thế giới Điện ảnh cũng đồng quan điểm, nhận xét rằng thế mạnh của ST.319 luôn là "mang đến những sản phẩm âm nhạc chỉn chu về mặt hình ảnh".

## Trong văn hóa đại chúng
Sớm sau khi ra mắt, ca khúc đã trở nên nổi tiếng trên TikTok nhờ chiến dịch quảng bá của MONSTAR, thu về hơn 90 triệu lượt xem trên nền tảng chỉ trong vài ngày. Có nhiều ca sĩ sau đó đã biểu diễn lại ca khúc. Trong chương trình âm nhạc Hương mùa hè, Grey D trình bày một phiên bản làm lại cùng với các ca sĩ Suni Hạ Linh, Hoàng Dũng, Orange và Tlinh; bản hát này sau đó debut bảng xếp hạng Top ca khúc Việt Nam của Billboard Việt Nam ở thứ hạng số 24, trong tuần từ ngày 29 tháng 7 đến 4 tháng 8 năm 2022. Tại Xuân hạ thu đông rồi lại xuân mùa 2, "Có hẹn với thanh xuân" được chọn làm tiết mục kết thúc tập 1 chương trình, với các ca sĩ Đức Phúc và Lyly song ca thể hiện, bên cạnh sự góp giọng của nhóm nhạc Xuân Hạ Thu Đông. Mỹ Anh cũng thể hiện bài hát trong chương trình Chào năm mới - Ấn tượng 2023 của VTV; ca khúc đồng thời xuất hiện trong một tiết mục của Hòa ca 2023.

## Bảng xếp hạng

### Xếp hạng tuần
| Bảng xếp hạng (2022)                            | Thứ hạng cao nhất |
| ----------------------------------------------- | ----------------- |
| Billboard Việt Nam (Top 100 bài hát tiếng Việt) | 12                |

### Xếp hạng năm
| Bảng xếp hạng (2022)       | Vị trí |
| -------------------------- | ------ |
| Việt Nam (Vietnam Hot 100) | 21     |

## Giải thưởng và đề cử
| Năm  | Giải thưởng   | Hạng mục                      | Kết quả | Tham khảo            |
| ---- | ------------- | ----------------------------- | ------- | -------------------- |
| 2021 | Làn Sóng Xanh | Ca khúc của năm               | Đề cử   | [ 24 ] [ 25 ] [ 26 ] |
| 2021 | Làn Sóng Xanh | Top 10 ca khúc được yêu thích | Top 10  | [ 24 ] [ 25 ] [ 26 ] |

## Lịch sử phát hành
| Khu vực  | Ngày                | Định dạng                       | Phiên bản | Nền tảng                         | Hãng                 |
| -------- | ------------------- | ------------------------------- | --------- | -------------------------------- | -------------------- |
| Việt Nam | 16 tháng 7 năm 2021 | Video âm nhạc                   | Gốc       | YouTube                          | St.319 Entertainment |
| Việt Nam | 18 tháng 7 năm 2021 | Phát trực tuyến Tải kỹ thuật số | Gốc       | Spotify • Apple Music • Zing MP3 | St.319 Entertainment |